# 원더우먼
원더우먼(영어: Wonder Woman)은 DC 코믹스의 슈퍼히어로 캐릭터이자 작품 타이틀이다. 1941년 12월, 《올 스타 코믹스》 8호에 처음 등장하였다. 초기에는 치마를 입고 있었으나 시간이 지나면서 삼각형의 팬츠로 바뀌었다. 1975년부터 1979년까지 ABC와 CBS에서 텔레비전 드라마로 방영되었다.

## 프로필
체조 선수만큼 유연한 신체 능력을 가졌으며, 정부 요원인 스티브 트레버의 비서인 척 하면서 활약을 한다.

## 담당 배우

### TV 드라마
- 원더우먼(1975) - 린다 카터
- 피스메이커(2022) - 킴벌리 본일버그

### 영화
- 원더우먼(1974) - 캐시 리 크로즈비
- 배트맨 대 슈퍼맨: 저스티스의 시작(2016) - 갈 가도트
  - 원더우먼(2017) - 갈 가도트, 에밀리 케리(아역), 릴리 애스펠(아역)
  - 저스티스 리그(2017) - 갈 가도트
    - 잭 스나이더의 저스티스 리그(2021) - 갈 가도트

  - 원더우먼 1984(2020) - 갈 가도트
  - 샤잠! 신들의 분노(2023) - 갈 가도트
  - 플래시(2023) - 갈 가도트

## 담당 성우

### TV 애니메이션
- 슈퍼 특공대(1973) - 섀넌 파넌
- 슈퍼맨(1988) - 메리 맥도널드루이스
- 저스티스 리그(2001) - 수전 아이젠버그
- 배트맨 더 브레이브(2008) - 비키 루이스
- 영 저스티스(2010) - 매기 큐
- 저스티스 리그 액션(2016) - 레이철 킴지
- DC 슈퍼히어로 걸스(2019) - 그레이 그리핀
- 할리 퀸(2019) - 버네사 마셜

### 장편 애니메이션
- 저스티스 리그: 더 뉴 프런티어(2008) - 루시 롤리스
- 원더우먼(2009) - 케리 러셀
- 저스티스 리그: 두 지구의 위기(2010) - 버네사 마셜
- 슈퍼맨/배트맨: 아포칼립스(2010) - 수전 아이젠버그
- 저스티스 리그: 둠(2012) - 수전 아이젠버그
- 저스티스 리그: 플래시포인트 패러독스(2013) - 버네사 마셜
- 저스티스 리그: 워(2014) - 미셸 모너핸
  - 저스티스 리그: 아틀란티스의 왕좌(2015) - 로사리오 도슨
  - 저스티스 리그 대 틴 타이탄스(2016) - 로사리오 도슨
  - 저스티스 리그 다크(2017) - 로사리오 도슨
  - 슈퍼맨의 죽음(2018) - 로사리오 도슨
  - 슈퍼맨의 지배(2019) - 로사리오 도슨
  - 원더우먼: 블러드라인스(2019) - 로사리오 도슨
  - 저스티스 리그 다크: 아포콜립스 워(2020) - 로사리오 도슨
- 레고 DC 코믹스 수퍼 히어로: 저스티스 리그 VS 비자로 리그(2015) - 카리 월그런
- 저스티스 리그: 신들과 괴물들(2015) - 타마라 테일러
- 저스티스 리그 대 페이털 파이브(2019) - 수전 아이젠버그
- 슈퍼맨: 레드 선(2020) - 버네사 마셜
- 저스티스 소사이어티: 제2차 세계 대전(2021) - 스타나 캐틱
- 인저스티스(2021) - 재닛 바니

### 비디오 게임
- 저스티스 리그 히어로즈(2006) - 코트니 스미스
- 모탈 컴백 vs. DC 유니버스(2008) - 타라 플랫
- DC 유니버스 온라인(2011) - 지나 토러스, 수전 아이젠버그
- 리틀빅플래닛 2(2011) - 줄스 더용
- 레고 배트맨 2: DC 슈퍼 히어로즈(2012) - 로라 베일리
  - 레고 배트맨 3: 비욘드 고담(2014) - 로라 베일리
  - 레고 디멘션즈(2015) - 로라 베일리
  - 레고 DC 슈퍼 빌런즈(2018) - 수전 아이젠버그
- 인저스티스: 갓즈 어몽 어스(2013) - 수전 아이젠버그
  - 인저스티스 2(2017) - 수전 아이젠버그
- 인피닛 크라이시스(2015) - 버네사 마셜
- 멀티버서스(2022) - 애비 트롯
- 저스티스 리그: 코스믹 카오스(2023) - 버네사 마셜
- 수어사이드 스쿼드: 킬 더 저스티스 리그(2024)

## 같이 보기
- 슈퍼맨
- 배트맨
- 저스티스 리그
- 히폴리타